# Ewangelicko-Luterański Kościół Litwy

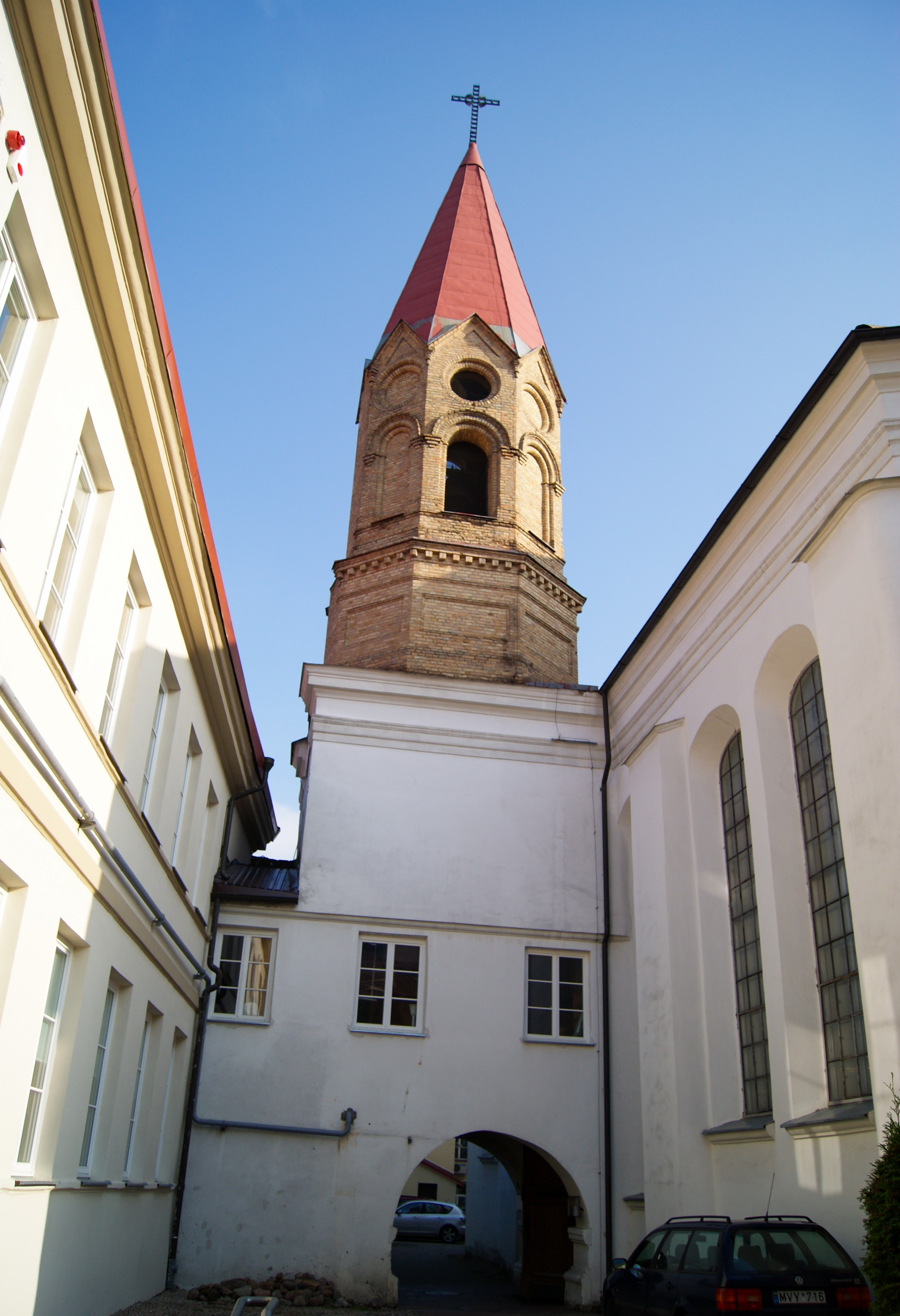
Kościół ewangelicki w Wilnie

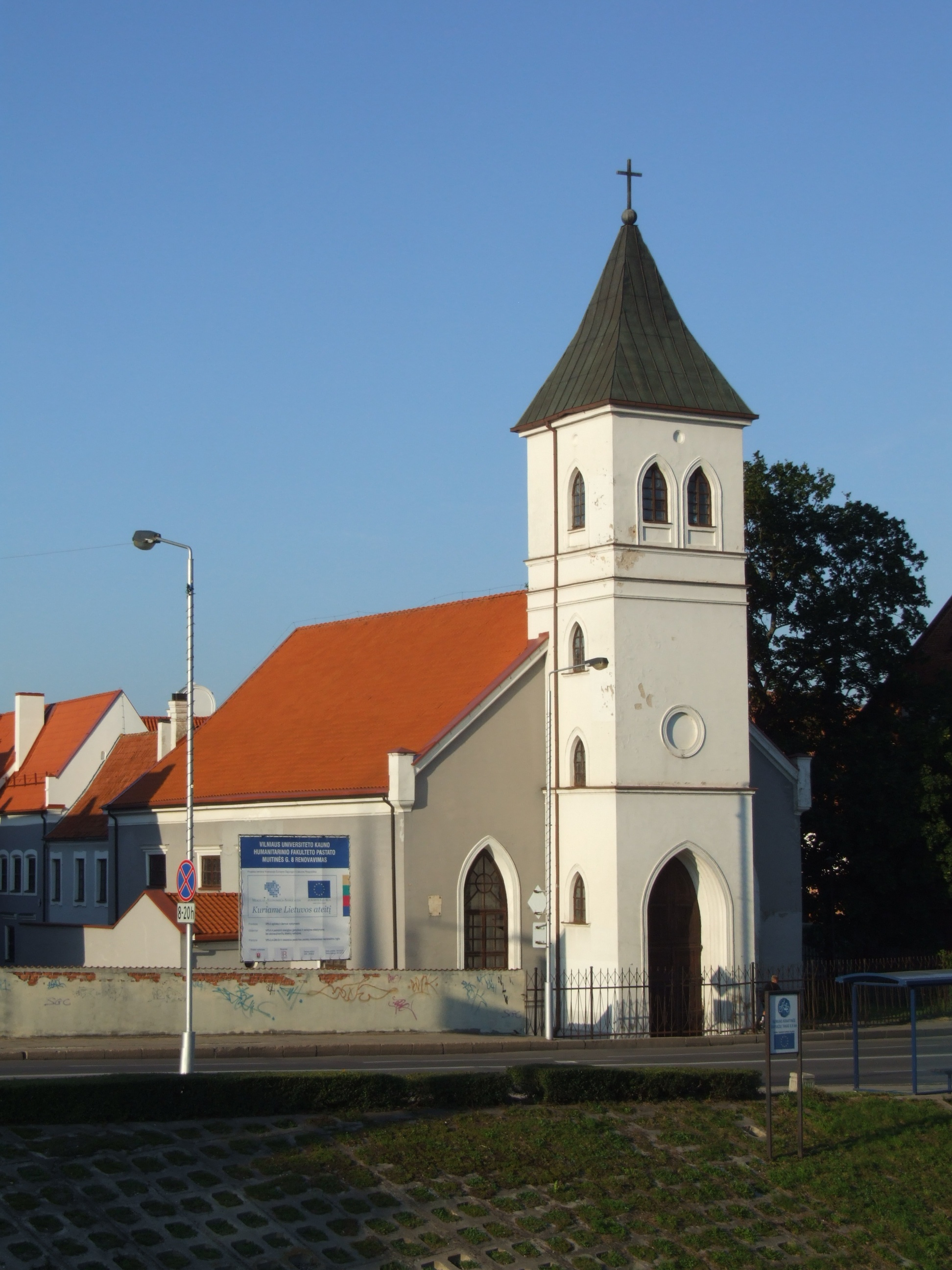
Kościół ewangelicki w Kownie

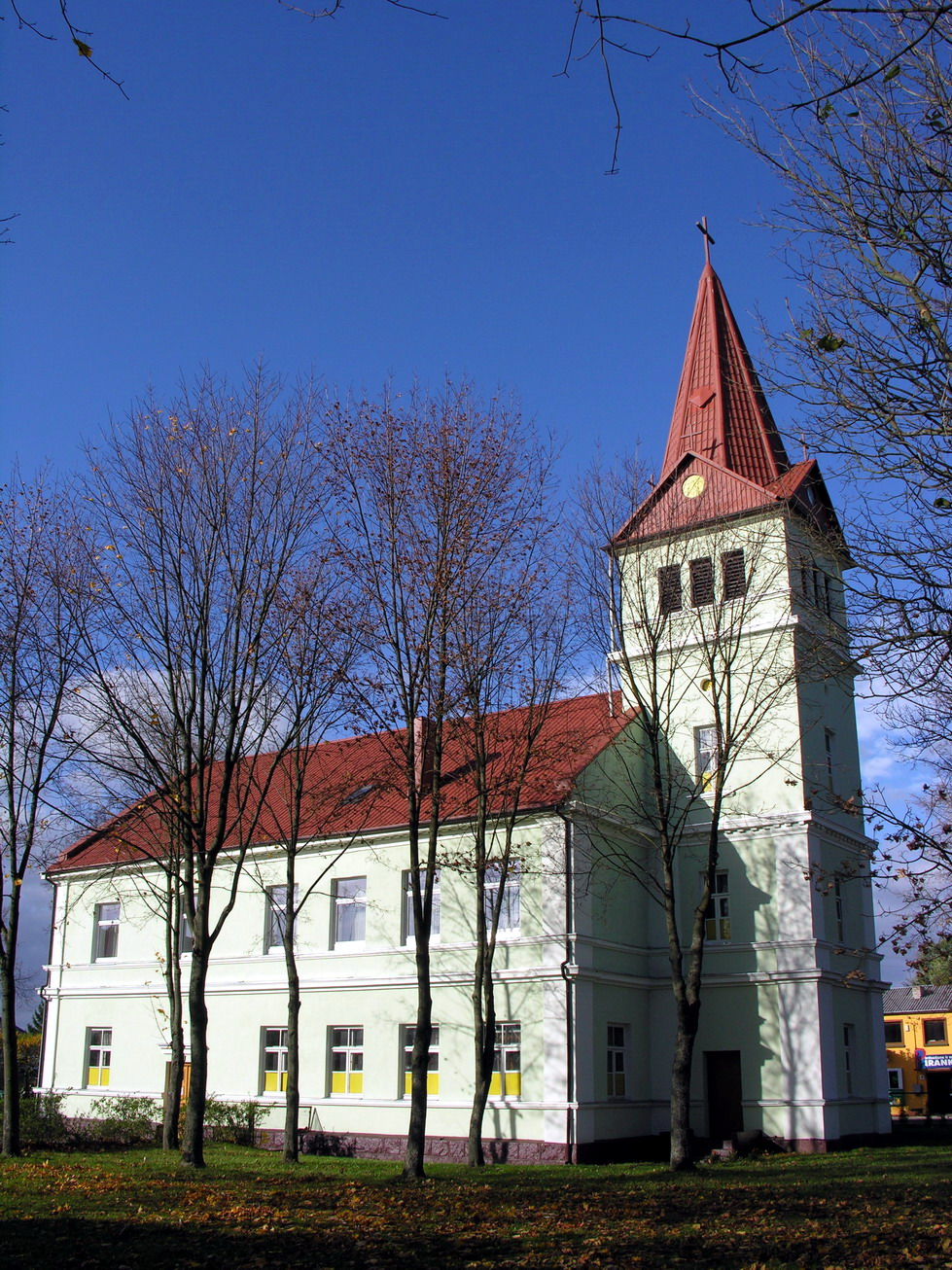
Kościół ewangelicki w Możejkach

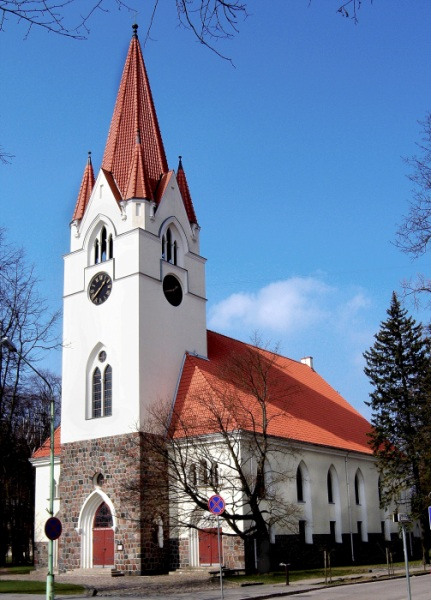
Kościół ewangelicki w Szyłokarczmie

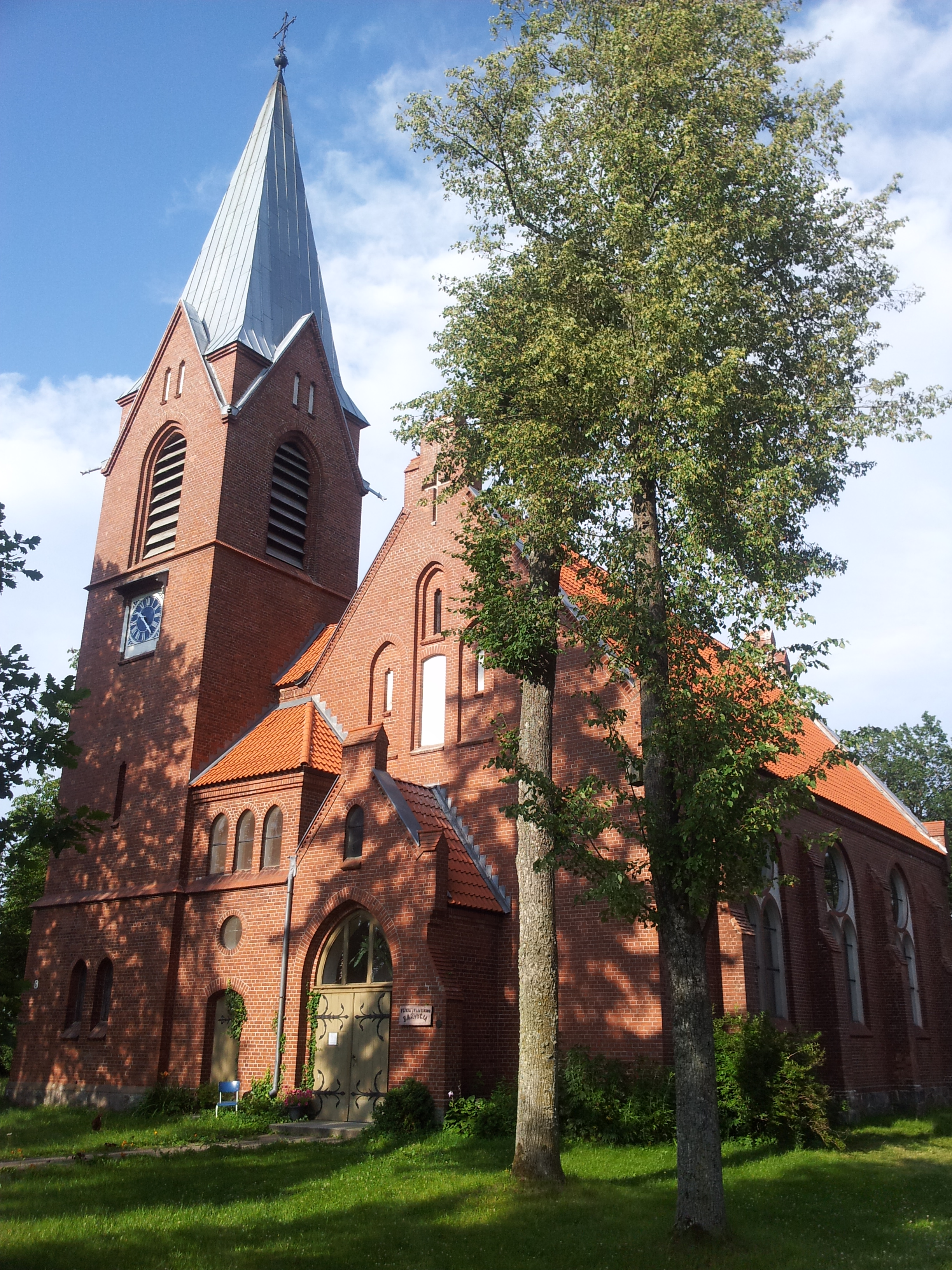
Kościół ewangelicki w Plikiai

Ewangelicko-Luterański Kościół Litwy (lit. Lietuvos evangelikų liuteronų bažnyčia) – kościół luterański na Litwie. Jest członkiem Wspólnoty Porvoo oraz Światowej Federacji Luterańskiej. W 2009 r. liczył około 20 000 członków. W kościele pracuje 25 księży i 2 diakonów, którym przewodniczy biskup Mindaugas Sabutis. Wierni zrzeszeni są w 58 zborach.

## Historia
W XIII wieku zakon krzyżacki ze Świętego Cesarstwa Rzymskiego podbił region zwany później Prusami Wschodnimi, będący zachodnim sąsiadem Wielkiego Księstwa Litewskiego. Zamieszkiwały go różne grupy etniczne, w tym duża populacja Litwinów, którzy stanowili większość mieszkańców jego wschodniej części zwanego Małą Litwą. Na obszarze tym szybko rozprzestrzeniły się idee reformacyjne, a wielki mistrz zakonu krzyżackiego Albrecht Hohenzollern spotkał się z Marcinem Lutrem w Wittenberdze, gdzie był zachęcany przez Lutra do utworzenia świeckiego państwa. W wyniku hołdu pruskiego w 1525 r. powstały Prusy Książęce, będące lennem Królestwa Polskiego. Były one pierwszym państwem, które przyjęło luteranizm jako religię państwową.
Przed reformacją Litwini nie posiadali języka pisanego, a większość społeczeństwa stanowili analfabeci. Łacina była językiem używanym przez wykształconą elitę i kościół. Luteranie jednak promowali religijną edukację wszystkich klas społecznych i druk książek religijnych, hymnów i pism teologicznych w języku miejscowym. Pierwszą drukowaną publikacją w języku litewskim został Katechizm, przetłumaczony przez Martynasa Mažvydasa. Pierwsze tłumaczenie fragmentów Biblii ukazało się w 1579 r. W latach 1579–1580 opracowano przekład całego Pisma Świętego, jednak nie został on opublikowany.
Reformacja zaczęła się również rozprzestrzeniać na tereny Wielkiego Księstwa Litewskiego. W 1530 r. miasto Kowno przyjęło wyznanie augsburskie. Wywołało to jednak konflikt z katolikami, protestanci nie mogli wyznawać swojej wiary w swobodny sposób. W wyniku kontrreformacji ich prawa zostały ograniczone, a mienie ewangelików było konfiskowane. Pomimo tego luteranie przetrwali i na terenie Wielkiego Księstwa Litewskiego zostały założone kolejne zbory.
W 1725 r. w Królewcu opublikowane zostało pierwsze tłumaczenie Biblii na język litewski.
Po I wojnie światowej jedynie dziewięć parafii prowadziło nabożeństwa w języku litewskim na terenach pozostających częścią Republiki Weimarskiej jako Prusy Wschodnie. Były to zbory położone w południowej i centralnej Małej Litwie. Działalność litewskojęzycznych zborów została w większości zakazana po przejęciu władzy przez nazistów w 1933 r.
30 lipca 1919 r. większość delegatów na Synod z Okręgu Kłajpedy zdecydowała o pozostaniu wiernych z tego regionu w strukturach Kościelnej Prowincji Prus Wschodnich. Wierni litewskojęzyczni, zachęcani przez rząd Republiki Litewskiej, postanowili o organizacji nieoficjalnego Ewangelickiego Synodu Krajowego Kłajpedy i domagali się utworzenia nowego, niezależnego związku wyznaniowego.
W 1925 r. władze w Kłajpedzie wysłały delegację, która miała negocjować z Ewangelickim Kościołem Unii Staropruskiej w Berlinie. 23 lipca podpisano Umowę dotyczącą kościoła ewangelickiego na Terytorium Kłajpedy. Obie strony postanowiły, że zbory luterańskie na terenie okręgu wraz z jedynym położonym tam zborem reformowanym utworzyły Regionalną Federację Synodalną Terytorium Kłajpedy z własnym konsystorzem, który wybierał głównego superintendenta. Federacja utworzyła odrębną prowincję kościelną, niezależną od kościoła w Prusach Wschodnich, a także od wpływów władz Litwy i okręgu. W 1926 r. odbyły się pierwsze wybory do Synodu Regionalnego, uczestnicy wybrali Franza Gregora na pierwszego superintendenta generalnego. Powołano też członków konsystorza, który rozpoczął działalność rok później. Franz Gregor przeszedł na emeryturę w 1933 r., na stanowisku superintendenta zastąpił go Otto Obereigner.
Język niemiecki i litewski miały takie same prawa w kościele, były w równym stopniu używane w jego działalności, a każdy duchowny miał obowiązek znać oba. Do 1 stycznia 1932 r. do pracy w kościele przyjmowano również zagranicznych księży. Jednak w 1923 r. językiem ojczystym 37 spośród 40 duchownych z okręgu był niemiecki, a tylko trzech z nich – litewski. W 1936 r. liczba litewskich księży skurczyła się do dwóch, a niemieccy duchowni władali językiem litewskim w stopniu umożliwiającym jedynie bierne rozumienie i czytanie litewskich pism.
W dwudziestoleciu międzywojennym Kościół Ewangelicko-Luterański zrzeszał 80 zborów na terenie Litwy, służyło w nim 72 duchownych oraz posiadał około 25 000 członków. Natomiast w Okręgu Kłajpedy w 1930 r. zamieszkiwało około 137 750 wiernych.
Wraz z utworzeniem Niemieckiego Kościoła Ewangelickiego 14 lipca 1933 r., jednoczącego wszystkie niemieckie protestanckie kościoły regionalne pod rządami nazistowskimi i doktryną Niemieckich Chrześcijan, członkowie konsystorza z Kłajpedy zgodzili się na dalszą współpracę z niemieckim kościołem w ramach nowej federacji, podczas gdy litewski rząd centralny odmówił miejscowym protestantom przyłączenia się do nowej formacji religijnej. Rząd republiki wątpił w dalszą ważność umowy pomiędzy kościołami z 1925 r., uznając, że Ewangelicki Kościół Unii Staropruskiej zmienił swoją tożsamość prawną. Jednak 26 sierpnia 1933 r. kościół pruski zapewnił, że działa w dalszym ciągu bez zmian, a rząd powstrzymał się od anulowania umowy.
W 1934 r. gubernator, mianowany w Okręgu Kłajpedy przez rząd centralny, wydalił dziewięciu księży mających niemieckie obywatelstwo, co spowodowało protesty rządu III Rzeszy. Po 1935 r. Litwa zdała sobie sprawę z rosnącej mocy władz nazistowskich i nie powodowała kontrowersji w sprawie Okręgu Kłajpedy.
Po niemieckim ultimatum wobec Litwy i przyłączeniu Okręgu Kłajpedy do III Rzeszy 22 marca 1939 r., większość członków miejscowych zborów przyjęła powrót do Niemiec z zadowoleniem. Ewangelicki Kościół Unii Staropruskiej wysyłał telegramy do poszczególnych parafii, dziękując im za utrzymywanie związku z pruskim kościołem w poprzednich latach i sugerując, że związek ten potwierdził ich niemiecką postawę. 1 maja 1939 r. zniesiono Regionalną Federację Synodalną Terytorium Kłajpedy, a jej parafie ponownie włączono do Prowincji Kościelnej Prus Wschodnich.
Podczas II wojny światowej zarówno władze nazistowskie, jak i radzieckie, prowadziły na terenie Litwy czystki etniczne oraz ludobójstwa, wielu duchownych poniosło śmierć. Tereny Litwy Mniejszej z Kłajpedą zostały następnie przyłączone do Litwy, która weszła w skład ZSRR. W Związku Radzieckim prowadzono prześladowania luteran, co odbiło się na stanie kościoła.
Pierwsze parafie w rejonie Kłajpedy były po wojnie uruchamiane przez osoby świeckie z racji braku duchownych. Część księży zginęła podczas wojny, resztę przesiedlono na zachód. Pierwsze zarejestrowane nabożeństwo powojenne odbyło się 9 stycznia 1945 r. w Prekule. Z czasem powstało 27 parafii luterańskich na terenie Litewskiej Socjalistycznej Republik Radzieckiej, z czego 12 zlokalizowanych było w regionie Kłajpedy.
W 1991 Litwa odzyskała niepodległość, a ewangelicy uzyskali swobodę wyznawania swojej wiary. W 2000 r. Ewangelicko-Luterański Kościół Litwy zadeklarował pełną wspólnotę z Kościołem Luterańskim Synodu Missouri.

## Wiara
Ewangelicko-Luterański Kościół Litwy określa się jako członek Ciała Chrystusa, a jego misją jest głoszenie ewangelii oraz sprawowanie sakramentów.
Kościół uznaje, że Biblia jest natchnionym słowem Bożym oraz ustala ona normy doktryny i życia chrześcijańskiego. Przyjmuje Apostolski symbol wiary, Nicejsko-konstantynopolitańskie wyznanie wiary i Atanazjańskie wyznanie wiary jako doktrynalnie poprawne streszczenie nauki zawartej w Biblii. Nauczanie kościoła i jego wiara są regulowane przez Księgę zgody, pisma w niej zawarte są uważane za dokładne i stosowne podsumowanie nauk słowa Bożego. Metody interpretacji Biblii, które są sprzeczne z tą doktrynalną pozycją, są odrzucane.

## Organizacja i stosunki z państwem
Kościół ewangelicki jest niezależnym związkiem wyznaniowym, wolnym od rządowej kontroli i regulacji w zakresie nauczania, wyznania i sprawowania kultu religijnego. Jest zarejestrowany i w pełni uznany za historyczny kościół chrześcijański posiadający pełnię praw w Republice Litewskiej.
Jest on kościołem o ustroju episkopalno-synodalnym. Synod, reprezentujący wszystkie parafie oraz duchowieństwo, zwoływany jest raz na pięć lat. Konsystorz, składający się z duchownych i świeckich wybranych do służby przez biskupa i Synod, reguluje we współpracy z biskupem wszelką działalność Kościoła pomiędzy spotkaniami Synodu.
Wszystkie zbory luterańskie na terenie kraju są zrzeszone w Ewangelicko-Luterańskim Kościele Litwy, utrzymuje on także relacje z wiernymi poza granicami państwa. Parafie kościoła mają charakter geograficzny i nie są one uważane za autonomiczne, niezależne wspólnoty wiernych, ale za Ewangelicko-Luterański Kościół Litwy działający w danym miejscu.
Jakiekolwiek związki z innymi grupami, zarówno w kraju, jak i za granicą, nie mogą w żaden sposób modyfikować ani negować doktryny kościoła i jego praktyk religijnych.
Do kościoła należą 54 parafie na terenie Litwy oraz cztery poza jej granicami (dwie w Chicago, po jednej w Toronto i w Hagen).